# سافوي (إلينوي)
سافوي (بالإنجليزية: Savoy)‏ هي قرية ضمن مقاطعة شامبين في ولاية إلينوي بالولايات المتحدة. يقدر عدد سكانها بـ 7,280 نسمة .

## التركيبة السكانية
حدّد مكتب تعداد الولايات المتحدة بيانات التركيبة السكانية لسافوي في تعداد الولايات المتحدة. في ما يلي، التركيبة السكانية حسب تعدادي 2000 و2010.

### تعداد عام 2000
بلغ عدد سكان سافوي 4,476 نسمة بحسب تعداد عام 2000، وبلغ عدد الأسر 2,032 أسرة وعدد العائلات 1,127 عائلة مقيمة في القرية. في حين سجلت الكثافة السكانية 524.7 نسمة لكل كيلومتر مربع (1,359.0/ميل2). وبلغ عدد الوحدات السكنية 2,099 وحدة بمتوسط كثافة قدره 246.1 لكل كيلومتر مربع (637.4/ميل2).
وتوزع التركيب العرقي للقرية بنسبة 81.41% من البيض و4.51% من الأمريكيين الأفارقة و0.16% من الأمريكيين الأصليين و10.84% من الأمريكيين ذوي الأصول الآسيوية و0.04% من سكان جزر المحيط الهادئ و0.78% من الأعراق الأخرى و2.26% من عرقين مختلطين أو أكثر و2.12% من الهسبانيون أو اللاتينيون من أي عرق.
بلغ عدد الأسر 2,032 أسرة كانت نسبة 27% منها لديها أطفال تحت سن الثامنة عشر تعيش معهم، وبلغت نسبة الأزواج القاطنين مع بعضهم البعض 48.2% من أصل المجموع الكلي للأسر، ونسبة 5.8% من الأسر كان لديها معيلات من الإناث دون وجود شريك،  بينما كانت نسبة 1.5% من الأسر لديها معيلون من الذكور دون وجود شريكة وكانت نسبة 44.5% من غير العائلات. تألفت نسبة 36.6% من أصل جميع الأسر من عدة أفراد يعيشون في نفس المنزل ونسبة 12.1% كانت تتألف من شخص يعيش بمفرده يبلغ من العمر 65 عاماً أو أكثر. وبلغ متوسط حجم الأسرة المعيشية 2.14، أما متوسط حجم العائلات فبلغ 2.86.
بلغ العمر الوسطي للسكان 33.6 عاماً. وكانت نسبة 21.1% من القاطنين تحت سن الثامنة عشر، وكانت نسبة 10.3% بين الثامنة عشر والرابعة والعشرين عاماً، ونسبة 34.5% كانت واقعةً في الفئة العمرية ما بين الخامسة والعشرين والرابعة والأربعين عاماً، ونسبة 18.9% كانت ما بين الخامسة والأربعين والرابعة والستين، ونسبة 12.3% كانت ضمن فئة الخامسة والستين عاماً فما فوق. يوجد لكل 100 أنثى 86.5 ذكر، ويوجد لكل 100 أنثى في الثامنة عشر من عمرها فما فوق 82.8 ذكر.
بلغ متوسط دخل الأسرة في القرية 48,500 دولارًا، أما متوسط دخل العائلة فبلغ 61,927 دولارًا. وكان متوسط دخل الذكور 50,172 دولارًا مقابل 30,394 دولارًا للإناث. وسجل دخل الفرد الخاص بالقرية 25,949 دولارًا. وكانت نسبة 5.7% من العائلات ونسبة 9.1% من السكان تحت خط الفقر، وكان من هؤلاء نسبة 6.8% تحت سن الثامنة عشر ونسبة 1.2% في الخامسة والستين من العمر وما فوق.

### تعداد عام 2010
بلغ عدد سكان سافوي 7,280 نسمة بحسب تعداد عام 2010، وبلغ عدد الأسر 3,257 أسرة وعدد العائلات 1,595 عائلة مقيمة في القرية. في حين سجلت الكثافة السكانية 853.5 نسمة لكل كيلومتر مربع (2,210.6/ميل2). وبلغ عدد الوحدات السكنية 3,412 وحدة بمتوسط كثافة قدره 400 لكل كيلومتر مربع (1,036.0/ميل2).
وتوزع التركيب العرقي للقرية بنسبة 77.43% من البيض و6.83% من الأمريكيين الأفارقة و0.08% من الأمريكيين الأصليين و12.60% من الأمريكيين ذوي الأصول الآسيوية و0.67% من الأعراق الأخرى و2.39% من عرقين مختلطين أو أكثر و2.71% من الهسبانيون أو اللاتينيون من أي عرق.
بلغ عدد الأسر 3,257 أسرة كانت نسبة 25% منها لديها أطفال تحت سن الثامنة عشر تعيش معهم، وبلغت نسبة الأزواج القاطنين مع بعضهم البعض 42.2% من أصل المجموع الكلي للأسر، ونسبة 5.2% من الأسر كان لديها معيلات من الإناث دون وجود شريك،  بينما كانت نسبة 1.7% من الأسر لديها معيلون من الذكور دون وجود شريكة وكانت نسبة 51% من غير العائلات. تألفت نسبة 37.2% من أصل جميع الأسر من عدة أفراد يعيشون في نفس المنزل ونسبة 13% كانت تتألف من شخص يعيش بمفرده يبلغ من العمر 65 عاماً أو أكثر. وبلغ متوسط حجم الأسرة المعيشية 2.18، أما متوسط حجم العائلات فبلغ 2.96.
بلغ العمر الوسطي للسكان 32.5 عاماً. وكانت نسبة 20.2% من القاطنين تحت سن الثامنة عشر، وكانت نسبة 15.1% بين الثامنة عشر والرابعة والعشرين عاماً، ونسبة 31.6% كانت واقعةً في الفئة العمرية ما بين الخامسة والعشرين والرابعة والأربعين عاماً، ونسبة 18.4% كانت ما بين الخامسة والأربعين والرابعة والستين، ونسبة 14.8% كانت ضمن فئة الخامسة والستين عاماً فما فوق. وتوزع التركيب الجنسي للسكان بنسبة 46% ذكور و54% إناث.